# 민경중
민경중은 1963년 10월 29일 생으로 전라북도 전주에서 태어난 대한민국 언론인이다.  2003년 11월, 한국 인터넷 저널리즘 환경의 대변혁을 가져온 노컷뉴스를 기획, 창간하고 2005년에는 온오프라인을 통합한 유비쿼터스뉴스룸(CMS)을 최초로 만들어 CBS를 대한민국 대표 언론으로 자리매김하는데 큰 역할을 했다. 보도국장 재임시 김현정의 뉴스쇼를 만들었으며, CBS가 한국기자협회 이달의 기자상을 11번 수상케 하는 신기록을 세웠다. 한국기자상 심사위원장을 역임했다.
88세계장애인올림픽 기장, 16회 한국방송대상 최우수작품상, 24회 한국방송대상 앵커상, 25회 한국방송대상 우수작품상, 외대언론인상, 제6회 한국참언론인 대상 뉴미디어부문 수상하였으며, 미래창조과학부 장관 표창, 한국온라인저널리즘 어워드 공로상을 수상한 바 있다.
한국외국어대학교 중국어과를 졸업하고 연세대 언론홍보대학원 석사, 제주대 대학원 박사과정 수료. 전경련 국제경영원 글로벌CEO 과정, 고대 언론대학원 및 문화예술 최고위과정을 마쳤다.
87년 CBS 공채 10기로 입사, 초대 베이징특파원, 유엔출입기자, 노조위원장, 전국팀장, 노컷뉴스부장, 문화체육부장, TV 편성제작국장, 보도국장, 크로스미디어센터장, 제주방송본부장, 마케팅본부장, 한국외국어대 중국언어문화학부 초빙교수, 법무법인 제이피고문을 거쳐 2018년 2월부터 2021년 10월까지 3년 9개월간방송통신심의위원회 사무총장으로 재직했다. 대통령직속 민주평통자문위원을 2년간 역임했다. 현재는 한국외국어대학교 중국언어문화학부 초빙교수, JB금융지주산하 전북은행 사외이사를 맡고 있다.
조선일보, 한겨레신문, 한국언론진흥재단 등 50여 개 정부기관 및 기업체, 언론사에서 250여 회 특강을 진행했으며, 서강대 홍보아카데미, 한국외국어대, 제주대에 출강해 후학 양성에도 기여하고 있다.
저서로는 『중국방송계 동향』(1997년), 『현장기록 방송노조민주화 운동 2)』 (2008년),『다르게 선택하라』 (2015년)가 있다.

## 학력
- 전라고등학교 졸업
- 한국외국어대학교 중국어과 학사
- 연세대학교 언론홍보대학원 방송영상 석사
- 제주대학교 대학원 박사과정 수료
- 전경련 IMI 60기 수료
- 고려대 언론대학원 최고위과정 수료
- 고려대 문화예술 최고위과정 수료

## 경력
- 1987년: CBS 입사
- 1996년~1998년 : CBS 베이징특파원
- 2002년~2003년 : CBS 전국팀 팀장
- 2004년~2006년 5월 : CBS 노컷뉴스 부장
- 2006년 : CBS 노컷뉴스 문화체육부 부장
- 2006년~2008년 : CBS TV제작국 국장
- 2008년~2010년 : CBS 보도국장
- 2006년~2010년 : CBS 노컷뉴스 이사
- 2010년 12월~2012년 12월 : 한국기자협회 이달의 기자상 심사위원회 위원장
- 2010년 12월 : CBS 크로스미디어센터 센터장
- 2010년 12월~2012년 12월 : CBS 제주방송 본부장
- 2011년 3월~2013년 2월:제주대학교 언론홍보학과 초빙강사
- 2014년 2월~2014년 12월 : CBS 마케팅본부 본부장
- 2015년 1월~2018년 1월 : 법무법인 제이피 고문
- 2015년 9월~2018년 1월 : 한국외국어대학교 중국언어문화학부 초빙교수
- 2016년 11월~2017년 11월 : 한국방송학회 부회장
- 2018년 2월~2021년 10월 : 방송통신심의위원회 사무총장
- 2021년 9월~2023.8.31:대통령직속 민주평화통일자문회의 자문위원
- 한국외국어대학교 중국언어문화학부 초빙교수
- JB금융지주 전북은행 사외이사
- 법무법인 제이피 고문
- 서재필언론문화상 심사위원

## 수상
- 1996년 : 제 16회 한국방송대상 최우수작품상
- 2005년 : 제 25회 한국방송대상 우수작품상
- 2004년 : 제24회 한국방송대상 앵커상
- 2014년 : 미래창조과학부장관 표창
- 2014년 : 제3회 한국 온라인저널리즘어워드 공로상
- 2019년 : 자랑스런 외대인상

## 저서
- 다르게 선택하라 - 크로스미디어 저널리스트 민본의 리더십 (2015년2월16일)
추천사 중에서 >>>
- 손석희|JTBC 보도담당사장<김현정의 뉴스쇼>는 보도국의 <노컷뉴스>와 함께 시너지 효과를 극대화시켰다는 점에서 부럽기도 했고, 민 국장의 혜안을 시샘하기도 했다.

라디오를 떠난 지 2년이 다 되어간다. 그 이전 13년 동안 라디오는 내경력의 가장 중요한 부분이었다. 그리고 그 기간의 대부분을 CBS 라디오와 경쟁하면서 보냈다.  언론계에도 파이오니어들이 있다. <손석희의 시선집중>을 만들어 냈던 MBC의 정찬형 프로듀서가 그렇고, <노컷뉴스>와 <김현정의 뉴스쇼>를 시작했던 CBS의 민경중 국장이 그렇다.  시선집중이 거의 독립부대처럼 해나갔다면, 뉴스쇼는 보도국의 노컷뉴스와 함께 시너지 효과를 극대화시켰다는 점에서 부럽기도 했고, 민국장의 혜안을 시샘하기도 했다.  CBS가 우리 언론사에서 차지하는 비중이야 다시 말할 필요가 없는 것이고, 21세기 들어 CBS 저널리즘을 대표하는 것이 뉴스쇼와 노컷뉴스라는 것도 부인할 수 없다. 그 산파인 민경중 국장으로부터 탄생의 뒷얘기를 들어 보자. 모든 사건의 맥락은 뒷얘기에 있으므로..
- 김현정|CBS 김현정의 뉴스쇼 앵커, PD

기발한 아이디어를 들고 와 되던 안 되던 들이밀어 보는 햄버거 마인드, 그의 발상에 박수를 보낸다.
```
 2008년 봄, CBS는 아침 시간대의 대변혁을 위한 진지한 고민에 들어갔다. 오랫동안 CBS 아침 시사 자리를 지켜온 <뉴스레이다>를 새바꾸어 보자는 시도였다. 뉴스레이다는 언론의 암흑기부터 당당한 자기롭게  바꾸어 보자는 시도였다.
```

뉴스레이다는 언론의 암흑기부터 당당한 자기 목소리를 내며 CBS의 위상을 드높였던 대표 프로그램이다. 그러나 근래들어 미디어 환경이 급격히 변하고, 청취자들의 청취 행태가 변하면서새로운 변화가 절실하다는 안팎의 요구가 있었다.
```
과연 어떻게, 어떻게 바꿀 것인가? 대답은 쉬이 찾아지지 않았다. 사장직속으로 태스크포스 팀(TFT)이 꾸려졌고, 보도국장, 편성국장, 시사프로PD와 기자들이 참여했다. 하지만 해답 찾기는 요원해 보였다. CBS 보도국의 상징과도 같은 역사와 전통의 프로그램을 ‘손질’하는 정도를 넘어‘확’ 바꾸자니 거부감과 두려움이 동시에 엄습해 왔던 것이다. 어찌보면자연스러운 현상이었는지도 모른다.
```

그때 ‘바꿔 보자’고 깃발을 든 사람이 민경중 보도국장이었다고 당시 TFT 참석자들은 전한다. 그들은 좀 놀랐다고 한다. 사실 뉴스레이다는보도국이 제작하던 프로그램인 만큼 보도국장이 ‘NO’하면 한 발짝도 나갈 수 없는 상황이었는데 웬걸, 그는 오히려 ‘햄버거 마인드’를 강조하고나섰단다. 당시 한 참석자가 기록해 놓은 회의록에 이런 발언이 적혀 있었다.
```
‘햄버거 마인드! 새로운 것을 시도하다가 하는 실수는 괜찮다. 오히려시도하지 않는 것이 더 무서운 것이다.’  <뉴스쇼>는 이렇게 탄생했다.‘전통적인 뉴스의 틀을 깨고 청취자들이가장 궁금해 하는 것을, 가장 직접적이고 쉬운 방법으로 알려 주자’는 공동의 목표에 편성국과 보도국이 뜻을 모은 것이다. 하지만 또 하나의 난관은 남아 있었으니, 이 쇼를 누가 이끌 것인가?기존의 뉴스와 달리 파격적인 형식의 시사프로그램인 만큼 진행자의 역할이 더없이 중요한데 그 적임자를 찾는 것은 예견된 난제였다. 기존의  관성대로라면 뉴스 앵커는 경력과 나이가 지긋한 ‘부장급 기자’가 맡는 것이 당연했다.
```

하지만 TFT에서는 앵커의 틀도 깨자는 의견이 나왔다. 또 하나의 파격이었다. 거기서 한 걸음 더 나아가 민경중 보도국장은 ‘앵커 오디션’을치르자고 제안한다. 경력, 나이, 직급, 성별을 파괴한 채 CBS 직원이라면  누구나 지원할 수 있는 자율 오디션. CBS 역사상 한번도 시도한 적이 없는 그 오디션에 나는 자의반 타의반으로 후보가 되고 결국 뉴스쇼 앵커자리에 앉게 된다.  기자도 아닌 PD가, 남성도 아닌 여성이, 그것도 30대 초반인 내가 가장 핫한 시간대 시사 프로그램의 단독 앵커가 된다는 건 어느 방송국에서든 파격이었을 것이다. 실제로 우려의 목소리도 적지 않았다. 하지만 어차피 틀을 깰 거라면 화끈하게 깨자는 데 뜻이 모아졌고, 6년여 시간이 지난 뒤 <김현정의 뉴스쇼>는 CBS의 대표 시사 프로그램을 넘어 대한민국의 대표 시사 프로그램으로 자리 잡았다.
```
 그는 참 엉뚱하다. 사실상 편성국 PD와 보도국 기자가 그리 자주 만날일이 없는데도 그는 불쑥불쑥 편성국에 들이닥친다(?). 그리고는 뉴스쇼팀원들의 책상에 거침없이 다가와 툭툭 한마디씩을 던지고 간다.  “이거 재미있을 것 같은데 한번 다뤄 보지?”  어느 신문의 한 귀퉁이에 숨어 있는 기사, 심지어 한 귀퉁이에조차 실리지 않은 이야깃거리를 신기하게도 찾아와서 슬쩍 찔러주는 것이다.
```

```
우리는 안다. 무심한 듯 툭 던지는 한마디가 그만의 애정 표현이라는 것을.
  
기자직을 떠나 타 부서에 근무하면서도 뉴스쇼를 기웃거리는 사나이.늘 기발한 아이디어를 되든 안 되든 들이미는 햄버거 마인드. 세상 사람들은 ‘엉뚱하다’고 말하는 그의 발상에 박수를 보낸다. 계속해서 엉뚱하
  
시기를! 이 남자의 다음이 궁금하다.
```

- 김학중|꿈의교회 담임목사 신앙과 정의 앞에서 신실하려고 애쓴 한 저널리스트의 이야기를 추천합니다. +

언론은 무엇일까요? 사회의 눈과 귀, 혀라고 할 수 있습니다. 우리가 듣고 알아야 할 것들을 보여주고 우리가 말해야 할 것들을 펜을 통해 말하기 때문입니다. 그래서 시대가 어지럽고 힘들수록 더욱 더 우리의 눈 과 혀가 되는 언론의 역할은 이루 말할 수 없이 중요하다고 생각합니다.
한평생 저널리스트로서 살아온 민경중 기자는 이런 점에서 반드시 있어야 하고 존경받아 마땅한 사람입니다. 그의 저서에는 저널리스트로서 말하고자 했고, 신실한 신앙인으로서 따르고자 했던 정직함과 신실함이 넘쳐납니다. 일평생 CBS 기자로서 헌신하여 살면서 정직한 소리를 말하기 위해 애썼고 신실하기 위해 위험을 무릅씁니다. 그래서 고백 같은 그의 이야기들을 따라가다 보면 고뇌와 아픔, 창조적 도전과 균형잡힌 저널리즘을 발견하게 됩니다. 그는 기자 중의 또 한명의 기자가 아니라 반드시 있어야 하는 단 한 사람이라는 것입니다. 저는 많은 분들에게 이렇게 신앙과 정의 앞에서 성실하려고 애쓴 한 저널리스트의 이야기를 추천합니다.
- 강형철 숙명여대 미디어학부 교수 인간에 대한 애정과 개혁성을 지닌 민 본부장이야말로 변혁적 리더십의 정의에 딱 맞는 리더 유형이다.  민경중 본부장에 대해, 혹시 다른 이에게 말할 기회가 있으면 거의 빠지지 않고 등장하는 것이 ‘리더형’이라는 단어다. 사람들이 관계를 맺는 스타일에 따라 개인주의형, 리더형, 참모형으로 나눌 수 있는데, 민 본부장은 전형적인 리더형이라고 할 수 있다.  사람에 대한 애정과 개혁성은 민 본부장의 선천적 특성이다. 주변 사람이면 잘 알 테지만, 그는 넓은 발로 사귄 많은 이들의 안부를 꾸준히  챙기고 항상 새로운 방식과 목표로 큰 성과를 거두며 산다. 사람에 대한관심과 사람이 만들어 내는 문명에 대한 끝없는 호기심은 각종 스마트  기기를 한 발 앞서 섭렵하게 하고, 휴일에도 그를 전시회니 음악회니 하며 바삐 돌아다니게 한다. 이러한 모습은 노력도 필수적이겠지만 선천성  이 없으면 불가능하다.  나는 한때 숙명여대에 <리더십센터>를 만들어 리더십에 대해 연구한적이 있다. 그때 공부한, 현대 사회에 가장 맞는 리더십 유형으로 정치학  자 제임스 번스(James M Burns)가 정립한 ‘변혁적 리더십ransformationalleadership)에 주목했다.   이런 유형의 리더는 목표를 달성해 가는 과정에서 개혁적 방법을 마다하지 않으며 자신과 휘하 구성원의 발전을 동시에 추구한다. 그는 구성  원들에게 지적 자극제이며 동기부여자인 동시에 롤모델이다.  변혁적 리더십은 리더와 구성원이 상호이익을 얻기 위해 ‘제휴’하는‘거래적 리더십’과는 반대로 미래 비전과 가치를 추구한다. 인간에 대한  애정과 개혁성을 지닌 민 본부장이야말로 변혁적 리더십의 정의에 딱맞는 리더 유형이다.  자리가 사람을 만든다는 것은 틀린 말이다. 리더형이 아닌 사람이 리더가 되면 모두를 괴롭히고 자리도 더럽힐 뿐이지만 변혁적 리더는 자  신의 것만이 아닌 다른 이들의 자리도 빛나게 한다. 아무나 리더가 되어서는 안 되며, 거꾸로 리더의 덕목을 갖춘 사람은 반드시 리더가 되어야  한다.  나는 민 본부장이 주어진 바에서 항상 훌륭한 성과를 내면서 점점 더큰 리더로 성장해 나가는 과정을 관심 있게 관찰(?)하고 있다. 사적 교류  관계에 있는 내가 마치 제 3자처럼 이런 관심 포인트를 두고 있는 것이적절할지 모르겠으나 저자인 민 본부장을 만날 때마다 나는 ‘리더의 성  장’을 떠올린다.  +

차례 >>>
책머리에 다르게 선택하는 이유
PART 1. 과감하게 판을 바꿔라

첫 중국 특파원, 길을 만들다
특종, 북측 강석주 부부장 인터뷰
노컷뉴스, 시대적 요청
사진 저널리즘이 먼저?
김현정 뉴스쇼, 최고가 되다니
콘텐츠를 전하라면 자신있다

● 청년처럼 꿈꾸는 혁신가┃최진순 한국경제신문 기자

PART 2. 시도하라, 조금 두렵더라도
4,600달러짜리 최초의 컬러노트북
사과 박스 못 받은 사람, 누구?
진짜 두려운 건 시도하지 않는 것
평양에서 인터넷 사용료를 지불하다
도전하지 않으면 아무 일도 일어나지 않는다
제주 순례길 기획자의 변
● 노컷뉴스 비하인드 스토리┃이학준 조선일보 크로스미디어팀 차장 대우

PART 3. 변화, 적극적으로 반응하라
뿌리치는 것도 해야 할 일
CD 한 장의 힘
크리스천 시트콤은 불가능한가?
넛지효과, 톱기사의 배경
감성 여행지 제주를 위하여
마케팅 본부장일 때 방을 없앴다

● 거버넌스 리더십┃변상욱 CBS콘텐츠본부장, 대기자

PART 4. 공공의 선을 추구하라

일복 많은 기자, 일이 행복한 기자
퀴즈 書 바이블, 친구의 후원으로
공공의 선, 주인의식의 한끝 차이
지난 삶과 앞으로 삶은 별개가 아니다
싸우지 말고 이겨야 합니다

● 존재 하나로 배움이 된다┃다음카카오 대외협력실 이현재 차장

PART 5. 다음 세대를 인식하라
왜 인턴기자를 선택했을까?
나는 일곱 번째 주례 선생
잊어야 하는 것이 아니라 잊지 말아야 한다
흥미 저널리즘을 극복할 때
우는 자와 함께 울라
오래 따뜻한 화롯불처럼

● 일타이피의 고마운 파트너┃김현종 메디치미디어 대표

PART 6. 감사와 위로하심을 기록하라
영성훈련을 하지 않았다면?
사명 앞에 무릎을 꿇다
연약함을 채우신 목사님 세 분
하나님의 위로가 필요한 우리
죽음이 가까올 때 삶이 더 중요하다
내 인생의 책 한 권

● 따거(大哥), 민경중┃조현용 MBC 보도국 경제부 기자

본문 중에서 >>>
용산 철거민 강제 진압 과정에서 한 철거민 시위대가 불길에 휩싸인 모습은 처참했다. 사진이 전하는 충격이 너무 컸기 때문에 보도를 두고 윤리적인 부분을 고려하지 않을 수 없었다. +PART 1. [사진 저널리즘이 먼저?] 중에서

북측에 인터넷 사용에 대해 요구했더니 전화선을 연결해 주었다. 그런데 회선 상태가 좋지 않았다. 남북한의 현실을 반영하듯이 접속 상태가 불규칙적으로 계속 끊겼다. +PART 2. [평양에서 인터넷 사용료를 지불하다] 중에서

축의금이 꽤 많이 모였다. 적지 않은 돈이었고, 다들 이 돈으로 무엇을 하려나 궁금해 하는 것 같았다. 더러는 술자리나 가졌으면 하는 내색을 하기도 했다. + PART 3. [뿌리치는 것도 해야 할 일] 중에서

조합원들의 몫까지 감당했던 그들에게 힘이 되어 주기보다 오히려 상처를 주는 말과 행동들이 많았을 것이다. 그들도 파업으로 조합원들과 마찬가지로 고통스러웠을 텐데 그 마음을 미처 헤아리지 못했다. + PART 4. [싸우지 말고 이겨야 합니다] 중에서

나에게 탈출구는 ‘기내식’이었다. 비행기를 타고 장거리 여행을 하다 보면 고민하던 문제들이 가벼워지고 상상력이 마구 발휘되었다. 그런 자리에 혼자가 아닌 젊은 대학생 후배들과 함께하는 것은 행운이자 기쁨이었다. + PART 5. [왜 인턴기자를 선택했을까] 중에서

형이 떠난 지 5년이 흘렀다. 아픔이 좀처럼 가시지 않는다. 연약한 우리에게는 하나님의 위로하심이 필요하다 + PART 6. [하나님의 위로가 필요한 우리] 중에서